# گئورگیفسکویه (استان آرخانگلسک)
گئورگیفسکویه (به لاتین: Georgiyevskoye) یک منطقهٔ مسکونی در روسیه است که در استان آرخانگلسک واقع شده‌است.